# Tolkāppiyam

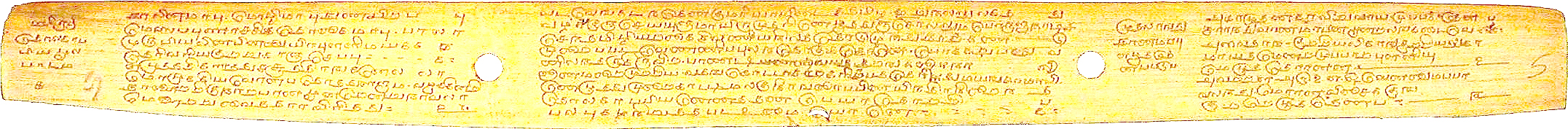
manuscrit sur feuille de palmier (ôle) du Tolkāppiyam

Le Tolkāppiyam , (tamoul :  தொல்காப்பியம்) est un traité de grammaire de la langue tamoule. Cette œuvre est le texte le plus ancien de la littérature  Śaṅgam qui nous soit parvenu. La date précise de sa composition n'est pas connue mais, en se fondant sur la base des estimations de divers auteurs, on peut la situer dans une fourchette assez large comprise entre le IIIe siècle av. J.-C. et le Ve siècle. La première mention du texte en tant qu'ouvrage unique apparait dans le commentaire de Nakkīrar sur l'Akapporuḷ de Irayanār (VIIIe siècle). L'érudit jaïn Iḷampūraṇar écrit au XIIe siècle le premier des six commentaires classiques et le seul qui traite de la totalité du Tolkāppiyam. Le Nannūl, traité de grammaire écrit au XIIIe siècle par Pavaṇanti Mun̲ivar, s'y réfère en partie. On ne dispose par ailleurs d’aucun élément probant permettant d’attribuer la paternité de ce traité à un seul auteur. 
L'ouvrage se présente sous la forme de versets (nūṟpā). Il comprend trois livres (atikāram), l'Eḻuttatikāram, « Livre des Lettres », le Colḷatikāram, « Livre des Mots » et le Poruḷatikāram, « Livre des Matières (Poétiques) », dont chacun est divisé en neuf chapitres (iyal) et contient en tout 1612 sūtras. Il traite de la phonologie, de la grammaire et de la poétique.
La première traduction du Tolkāppiyam dans une langue européenne est due à Subrahmanya Sastri.

## Étymologie
Bien que l'origine du titre ait fait l'objet de controverses, l'hypothèse la plus vraisemblable est qu'il est construit à partir des racines tol (ancien) et kāppiyam (livre).

## Composition de l'ouvrage
Le Tolkāppiyam comprend trois livres dont chacun est divisé en neuf chapitres :
- Eḻuttatikāram – Formation des mots
- Colḷatikāram – Syntaxe
- Poruḷatikāram – Expression des idées.

### Eḻuttatikāram
1. Règles générales (Nūṉ marapu)
2. Règles sur [la structure] des mots (Moḷi Marapu)
3. Génération [des sons] (Piṟappiyal )
4. Union [des sons] (Puṇariyal )
5. Combinaison [des mots] (Tokaimarapu)
6. Morphèmes (Urupiyal)
7. Exceptions vocaliques (Uyirmayaṅkiyal )
8. Exceptions consonantiques (Puḷḷi mayaṅkiyal)
9. Unions avec le u ultra-bref (Kuṟṟiyalukarap puṇariyal)

### Colḷatikāram
1. Constitution des paroles ( Kiḷaviyākkam)
2. Cas (Vēṟṟumaiyiyal)
3. Exceptions casuelles (Vēṟṟumai mayaṅkiyal)
4. Règles du vocatif ( Viḷimarapu )
5. Noms ( Peyar iyal )
6. Verbes (Viṉai iyal)
7. Particules (Iṭai iyal)
8. Mots propres (Uri iyal)
9. Reste (Eccaviyal )

### Poruḷatikāram
1. Les genres intimes (Akattiyal)
2. Les genres extimes (Puṟattiyal)
3. Amour prémarital (Kaḷaviyal)
4. Amour marital (Kaṟpiyal)
5. Les thèmes (Poruḷiyal)
6. Les sentiments (Meyppāṭṭiyal)
7. La comparaison (Uvamaviyal)
8. La prosodie (Ceyyuḷiyal)
9. Les usages (Marapiyal)